# Pasaia

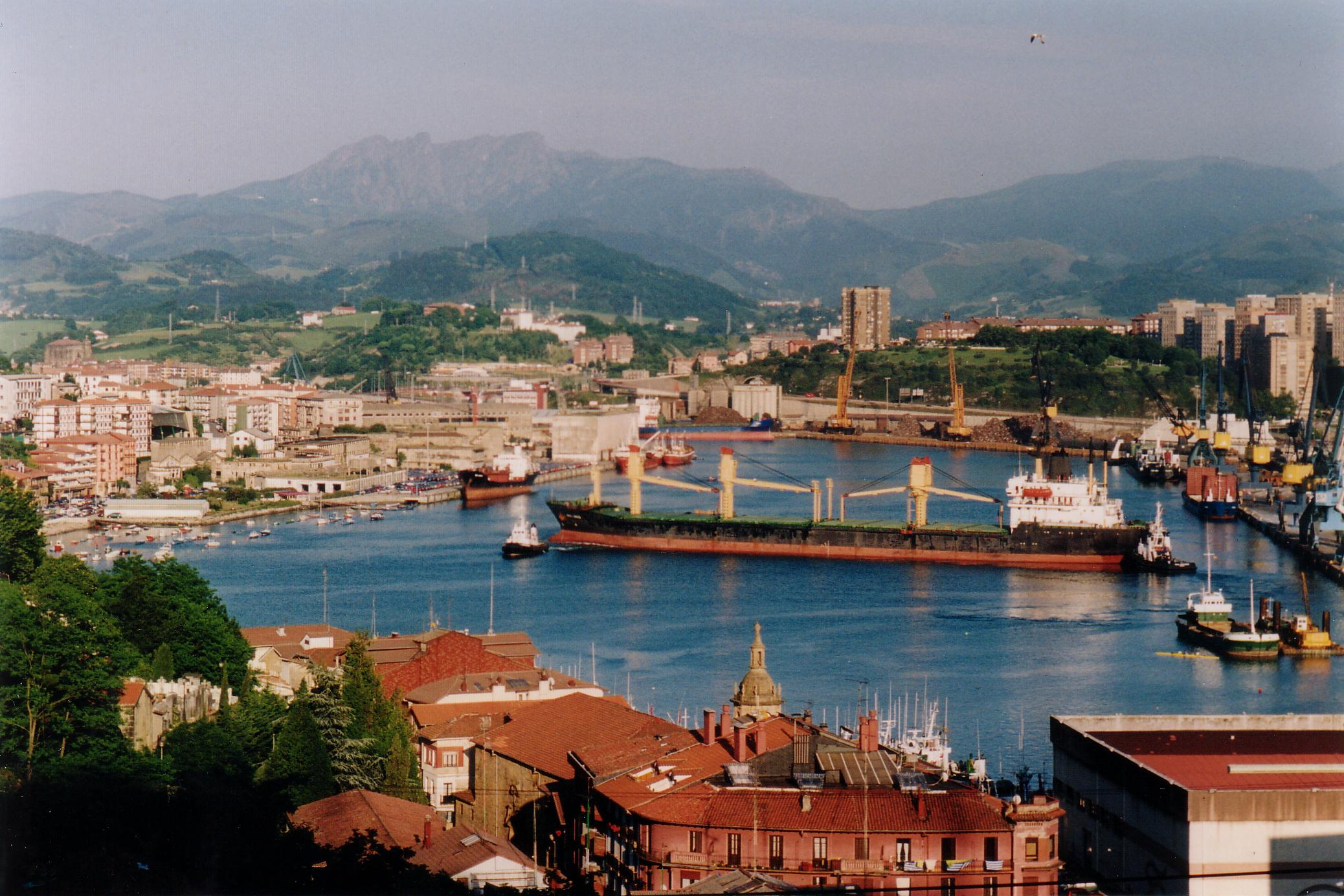
Harbor of Pasaia

Pasaia (tiếng Tây Ban Nha: Pasajes) là một đô thị trong tỉnh Guipúzcoa thuộc cộng đồng tự trị Xứ Basque, Tây Ban Nha.